# Антоновський сільський округ
Анто́новський сільський округ (каз. Антонов ауылдық округі, рос. Антоновский сельский округ) — адміністративна одиниця у складі Айиртауського району Північноказахстанської області Казахстану. Адміністративний центр — село Антоновка.
Населення — 2094 особи (2021; 2872 у 2009, 4134 у 1999, 5008 у 1989).
Станом на 1989 рік існували Антоновська сільська рада (села Антоновка, Кенащі, Комаровка, селище Уголки) та Луначарська сільська рада (села Жумисши, Зоря, Лавровка, Теренколь). Село Теренколь було ліквідоване 2014 року.

## Склад
До складу округу входять такі населені пункти:
| Населений пункт          | Старі назви | Населення, осіб (1989) | Населення, осіб (1999) | Населення, осіб (2009) | Населення, осіб (2021) |
| ------------------------ | ----------- | ---------------------- | ---------------------- | ---------------------- | ---------------------- |
| Акан-Сере, село          | Кенащі      | 106                    | 198                    | 98                     | 80                     |
| Антоновка, село          | -           | 1863                   | 1591                   | 1310                   | 1044                   |
| Жумисши, село            | -           | 319                    | 295                    | 191                    | 70                     |
| Зоря, село               | -           | 295                    | 240                    | 107                    | 83                     |
| Комаровка, село          | -           | 595                    | 472                    | 379                    | 344                    |
| Лавровка, село           | -           | 1410                   | 1030                   | 666                    | 415                    |
| Теренколь, село          | -           | 217                    | 175                    | 58                     | -                      |
| Уголки, станційне селище | -           | 203                    | 133                    | 63                     | 58                     |